# Robert Heron (2e baronnet)
 Robert Heron, 2e baronnet (27 novembre 1765 - 29 mai 1854) est un homme politique britannique du parti Whig. Il siège à la Chambre des communes de 1812 à 1847, avec une interruption en 1818-1819.

## Jeunesse
Il est né à Newark-on-Trent, Nottinghamshire, fils de Thomas Heron de Chilham Castle, Kent, recorder de Newark et fait ses études au St John's College, Cambridge. Il hérite de son titre de baronnet et de ses vastes domaines dans le Lincolnshire de son oncle, Richard Heron, 1er baronnet à la mort de ce dernier en 1805.

## Parlement
Il est haut shérif du Lincolnshire de 1809 à 1810 et est ensuite élu aux élections générales de 1812 député pour Great Grimsby. Il occupe le siège jusqu'à l'élection générale de 1818 et ne se représente pas à Grimsby. Il se présente cependant en 1818 aux élections dans le comté de Lincolnshire, mais sans succès.
Il revient aux Communes l'année suivante, lors d'une élection partielle en novembre 1819 comme député de Peterborough. Il occupe ce siège jusqu'à l'élection générale 1847, quand il ne se représente pas.

## Stubton Hall
Heron possède Stubton Hall, un grand domaine à Stubton (près de Newark-on-Trent) à la frontière du Lincolnshire et du Nottinghamshire. Le domaine appartient à la famille Heron depuis 1789 et la maison du XVIIe siècle est largement reconstruite au début du XIXe siècle par Robert. Il l'utilise d'abord comme résidence d'été, mais après avoir été élu au Parlement, il décide de faire de Stubton sa résidence principale. L'architecte Jeffry Wyatville élabore des plans de rénovation, qui sont révisés après que le bâtiment se soit avéré en moins bon état qu'on ne le pensait, et les travaux qui en résultent pèsent lourdement sur les finances de Heron : en janvier 1814, il note dans son journal qu'il a dépensé 7 000 £ pour que le bâtiment soit "recouvert".
Il dispose d'une grande ménagerie et élève avec succès une gamme d'animaux exotiques, notamment des lamas et des alpagas, des lémuriens, porcs- épics, tatous et kangourous.
Robert et sa femme Amelia, fille et cohéritière de Horatio Mann (2e baronnet), n'ont pas d'enfants, et le titre s'éteint à sa mort. Le domaine passe à George Nevile, un parent d'Amelia, puis à Ralph Wilmot, 6e baronnet, à la mort duquel il est vendu à Edmund Royds.